# W. W. Jacobs
William Wymark "W. W." Jacobs (Londres, 8 de setembro de 1863 – Londres, 1 de setembro de 1943) foi um escritor inglês de contos e romances. Sua história mais famosa é The Monkey's Paw (em português:  A Pata do Macaco), um conto macabro.
Sua produção literária consiste principalmente em histórias do tipo bem-humorado.